# Eugene Oberst
Eugene George Oberst (ur. 23 lipca 1901 w Owensboro, zm. 30 maja 1991 w Cleveland) – amerykański lekkoatleta, który specjalizował się w rzucie oszczepem.
W roku 1924 startował w igrzyskach olimpijskich podczas których rzutem na odległość 58,35 zapewnił sobie brązowy krążek. Rekord życiowy: 61,74 (1924).